# August Rosenkranz
August Christian Rosenkranz (* 17. März 1886 in Altenkirchen; † 26. Mai 1954) war ein hessischer Politiker (SPD) und Abgeordneter der Verfassungberatenden Landesversammlung Groß-Hessen.

## Leben
August Rosenkranz besuchte die Volksschule und machte eine Lehre als Maurer. Er arbeitete im erlernten Beruf und legte die Meisterprüfung ab. Ab 1902 besuchte er die Baugewerkschule Idstein und legte dort 1910 die Prüfung zum Bauingenieur ab. 1910 bis 1914 arbeitete er als Bauassistent, bevor er 1914 bis 1918 Kriegsdienst leistete. Nach dem Krieg war er 1918/1919 Bauingenieur beim Reichsbauamt Weilburg.
1933 bis 1936 arbeitete er als Maurer und Techniker. Ab 1936 war er im Autobahnbau als Bautechniker bei der Bauabteilung Alsfeld tätig, wo er seit 1938 als Ingenieur und Bauleiter arbeitete.

## Politik
August Rosenkranz war seit 1904 Gewerkschaftsmitglied. 1919 trat er in die SPD ein und wurde Vorsitzender der SPD Altenkirchen und Geschäftsführer des Reichsbanners. 1919 bis 1925 war er Bürgermeister von Altenkirchen, danach Gemeindeschöffe. 1919 bis 1933 war er Mitglied des Kreistages des Oberlahnkreises.
Für die SPD zog er 1933 in den Kommunallandtag Wiesbaden und Provinziallandtag der Provinz Hessen-Nassau ein. Nach der Machtergreifung der Nationalsozialisten wurde er 1933 nach einer Rede im Kommunallandtag verhaftet und verlor seine politischen Ämter.
Am 13. September 1939 beantragte er die Aufnahme in die NSDAP und wurde zum 1. Januar 1940 aufgenommen (Mitgliedsnummer 7.904.452).
Im Mai 1945 war er ernannter Bürgermeister in Alsfeld. Am 21. Juni 1945 wurde er von der Besatzungsmacht zum Landrat des Kreises Alsfeld ernannt. Am 31. Oktober 1945 wurde er aus diesem Amt wegen seiner NSDAP-Mitgliedschaft entlassen.
Im Entnazifizierungsverfahren wurde er am 6. Juni 1946 als „Entlastet“ eingestuft. Allerdings hatte er falsche Angaben im Meldebogen bezüglich seiner NSDAP-Mitgliedschaft gemacht. In einer Berufungsentscheidung vom 13. Juni 1946 wurde er daher bereits eine Woche später als „Mitläufer“ eingestuft.
Nach der ersten freien Kommunalwahlen in Hessen 1946 wurde er vom Kreistag als Landrat gewählt und trat das Amt am 1. Juli 1946 an. In einem Strafverfahren wegen mehrfacher Meldebogenfälschung wurde er am 23. Januar 1947 zu 600 DM Sühne und dem Verbot der Weiterbeschäftigung in allen öffentlichen Ämtern bestraft. Er schied damit mit diesem Tag aus dem Amt als Landrat aus.
Vom 15. Juli 1946 bis zum 30. November 1946 war er Mitglied der Verfassungberatenden Landesversammlung Groß-Hessen. Er hatte dort den Vorsitz des Wiedergutmachungsausschusses inne.